# The Riddle
The Riddle – drugi album Nika Kershawa z roku 1984.

## Lista utworów z pierwszego wydaniaThe Riddle
| Strona A | Strona A      | Strona A |
| Nr       | Tytuł utworu  | Długość  |
| -------- | ------------- | -------- |
| 1.       | „The Riddle”  | 3:52     |
| 2.       | „Know How”    | 4:49     |
| 3.       | „You Might”   | 3:13     |
| 4.       | „Don Quixote” | 4:57     |
| 5.       | „Easy”        | 4:12     |
|          |               | 21:03    |

| Strona B | Strona B              | Strona B |
| Nr       | Tytuł utworu          | Długość  |
| -------- | --------------------- | -------- |
| 1.       | „Wouldn't It Be Good” | 4:10     |
| 2.       | „Wide Boy”            | 3:19     |
| 3.       | „Wild Horses”         | 3:58     |
| 4.       | „Roses”               | 3:25     |
| 5.       | „Save the Whale”      | 5:57     |
|          |                       | 20:49    |

## Twórcy
- Nik Kershaw – gitara, śpiew
- Don Snow – śpiew
- Sheri Kershaw – śpiew
- Dennis Smith – gitara basowa
- Charlie Morgan – perkusja
- Andy Richards – instrumenty klawiszowe
- Tim Moore – instrumenty klawiszowe